# 64ª Squadriglia
La 64ª Squadriglia della Regia Aeronautica viene attivata il 1º settembre 1935 per la Guerra d'Etiopia.

## Storia

### Prima guerra mondiale
La 64ª Squadriglia Savoia-Pomilio SP.4 era in formazione alla fine del 1917 ma non venne completata.
Il 31 ottobre 1918 torna in formazione a Riva di Chieri ed alla fine dell'anno dispone di dodici Ansaldo S.V.A. 6 destinata alla Regia Marina dell'Aeroporto di Poggio Renatico ma poi viene sciolta.
Al 20 aprile 1919 era a Riva di Chieri e disponeva di 14 SVA.

### Guerra d'Etiopia
La costituzione della 64ª Squadriglia da bombardamento della Regia Aeronautica è del 1 settembre 1935 nell'ambito della Guerra d'Etiopia. Il 10 dicembre 1935 gli aerei si trasferiscono a Ciampino, il 7 marzo a Capodichino. L’imbarco è completato l’11 marzo; l’arrivo a Massaua avviene il 16 marzo. I collaudi si concludono a fine marzo ed il reparto si trasferisce all'Aeroporto di Macallè. Le operazioni belliche iniziano il 31 marzo inquadrata nel XLIX Gruppo del 14º Stormo.

### Africa Orientale Italiana
Al 1º ottobre 1936 è nel XLIX Gruppo autonomo del Comando settore aeronautico nord di Asmara.
Nel febbraio 1937 vola sui Caproni Ca.133.

### Seconda guerra mondiale
Al 10 giugno 1940 era nel XLIX Gruppo Bombardamento Terrestre con 6 Caproni Ca.133 all'Aeroporto di Gimma.